# Le Liège
Le Liège – miejscowość i gmina we Francji, w Regionie Centralnym, w departamencie Indre i Loara.
Według danych na rok 1990 gminę zamieszkiwało 335 osób, a gęstość zaludnienia wynosiła 30 osób/km². Wśród 1842 gmin Regionu Centralnego Le Liège plasuje się na 1101. miejscu pod względem powierzchni.